# فالديمار أدامشيك
فالديمار أدامشيك (بالبولندية: Waldemar Adamczyk)‏ هو لاعب كرة قدم بولندي، ولد في 3 يوليو 1969 في كراكوف في بولندا. شارك مع منتخب بولندا لكرة القدم.

## وصلات خارجية
- فالديمار أدامشيك على موقع الاتحاد الدولي (مؤرشف)  (الإنجليزية)
- فالديمار أدامشيك على موقع قاعدة بيانات كرة القدم.إي يو (الإنجليزية)
- فالديمار أدامشيك على موقع ناشيونال فوتبول تيمز (الإنجليزية)
- فالديمار أدامشيك على موقع عالم كرة القدم.نت (الإنجليزية)